# Hjulsjö församling
Hjulsjö församling var en församling i Västerås stift och i Hällefors kommun. Församlingen uppgick 2006 i Hällefors-Hjulsjö församling.

## Administrativ historik
Församlingen bildades omkring 1640 genom en utbrytning ur Nora bergsförsamling.
Församlingen var till 1824 annexförsamling i pastoratet Nora bergsförsamling och Hjulsjö som 1660 utökades med Järnboås församling. Från 1824 till 1962 utgjorde församlingen ett eget pastorat. Från 1962 till 1983 var församlingen moderförsamling i pastoratet Hjulsjö och Järnboås för att från 1983 till 2006 vara annexförsamling i pastoratet Hällefors och Hjulsjö. Församlingen uppgick 2006 i Hällefors-Hjulsjö församling.

## Kyrkor
- Hjulsjö kyrka